# Млынки (Харьковская область)
Млынки (укр. Млинки; ; до 2025 года — Безмятежное) — село, Безмятежненский сельский совет, Купянский район, Харьковская область.
Код КОАТУУ — 6325781501. Население по переписи 2001 года составляет 582 (313/269 м/ж) человека.
Является административным центром Безмятежненского сельского совета, в который, кроме того, входят сёла
Кравцовка, Мирополье, Полтава, Станиславка и
Старый Чизвик.

## Географическое положение
Село Безмятежное находится на берегу реки Волосская Балаклейка, выше по течению на расстоянии в 2 км расположено село Станиславка, ниже по течению примыкает село Полтава.

## История
- 1802 — дата основания как село Млинки.
- 1850 — переименовано в село Безмятежное.

## Экономика
- «Безмятежное», ООО.

## Объекты социальной сферы
- Школа.
- Дом культуры.
- Фельдшерско-акушерский пункт.

## Достопримечательности
- Братская могила советских воинов. Похоронено 33 воина.